# Marco Antonio Cornez
Marco Antonio Cornez Bravo (Valparaíso, Chile, 15 de octubre de 1958-21 de mayo de 2022) fue un futbolista chileno. Trabajó en ANFA en temas de desarrollo futbolístico, desde principios de 2015.
Su hijo, Nicolás Córdova, también fue futbolista, y posteriormente entrenador.

## Biografía
Su carrera futbolística la inicio ingresando a las divisiones inferiores de Universidad Católica en 1972, pasando en 1975 a Palestino, el cual lo envió a préstamo a Deportes Linares en 1977. Tras su regreso, formó parte del plantel campeón del torneo de 1978, para luego ser nuevamente cedido, a Magallanes en 1980.
En el conjunto carabalero logró obtener la regularidad que se negó en Palestino, jugando los 34 partidos del campeonato oficial, regresando a Palestino para quedarse con el puesto de titular. Su buen nivel lo lleva a ser contratado nuevamente por Universidad Católica, donde sale campeón del torneo de 1984. En 1986, tras desencuentros con el director técnico cruzado Ignacio Prieto, regresa cedido a Palestino, donde disputó también la final del Campeonato Nacional 1986 en la cual  el conjunto árabe cayó derrotado ante Colo Colo por dos tantos a cero. 
Tras volver a Universidad Católica, es titular indiscutido, logrando además el título de 1987 en donde logra el récord de la valla menos batida, con 15 goles. Fue titular indiscutido en el conjunto cruzado, relegando a Fernando Díaz, Patricio Toledo y Leopoldo Vallejos a la suplencia. Esto, hasta 1990 en donde perdió la titularidad contra Toledo. Durante 1989, comenzó a patear tiros desde el lanzamiento penal, marcando 3 goles.
Posteriormente defendió a Deportes Antofagasta entre 1991 y 1993, logrando anotar 7 goles durante el campeonato de 1993. Tras su paso por el conjunto puma, defendió los arcos de Regional Atacama, Everton, Deportes Iquique y Coquimbo Unido, regresando a Palestino en 1998, donde una lesión lo hace tomar la decisión de retirarse del fútbol.
Está considerado hasta ahora por la Federación Internacional de Historia y Estadística de Fútbol (IFFHS) como el 10.º arquero más goleador de la historia con 24 tantos.
Trabajó como Gerente técnico y entrenador de porteros de Lota Schwager por espacio de varios años, desde 2008 hasta el 2014. En 2022, fue contratado como entrenador de porteros del naciente equipo Santiago City.
Luchó contra un cáncer de estómago en Fase IV, el cual trató mediante quimioterapia. Cornez falleció debido a esta enfermedad a los 63 años, el 21 de mayo de 2022.

## Selección nacional
Fue miembro permanente del seleccionado chileno, aunque en pocos partidos alineó como titular. Durante más de una década fue permanentemente convocado. Su primera nominación ocurrió en 1981, gracias al nivel que mostró defendiendo el arco de Magallanes.

### Participaciones en Copa América
| Copa              | Sede          | Resultado    |
| ----------------- | ------------- | ------------ |
| Copa América 1983 | Sin sede fija | Primera fase |
| Copa América 1987 | Argentina     | Subcampeón   |
| Copa América 1989 | Brasil        | Primera fase |
| Copa América 1991 | Chile         | Tercer lugar |
| Copa América 1993 | Ecuador       | Primera fase |
| Copa América 1995 | Uruguay       | Primera fase |

### Participaciones en Copas del Mundo
| Mundial           | Sede   | Resultado     |
| ----------------- | ------ | ------------- |
| Copa Mundial 1982 | España | Primera Ronda |

### Participaciones en Preolímpicos
| Torneo              | Sede    | Resultado    |
| ------------------- | ------- | ------------ |
| Preolímpico de 1988 | Bolivia | Primera Fase |

### Partidos internacionales
| Partidos internacionales | Partidos internacionales | Partidos internacionales                                         | Partidos internacionales | Partidos internacionales | Partidos internacionales | Partidos internacionales | Partidos internacionales | Partidos internacionales | Partidos internacionales |
| N.º                      | Fecha                    | Estadio                                                          | Local                    | Resultado                | Visitante                | Goles                    | Asistencias              | DT                       | Competición              |
| ------------------------ | ------------------------ | ---------------------------------------------------------------- | ------------------------ | ------------------------ | ------------------------ | ------------------------ | ------------------------ | ------------------------ | ------------------------ |
| 1                        | 19 de julio de 1983      | Estadio Hernando Siles, La Paz, Bolivia                          | Bolivia                  | 1-2                      | Chile                    |                          |                          | Luis Ibarra              | Amistoso                 |
| 2                        | 24 de julio de 1983      | Estadio Defensores del Chaco, Asunción, Paraguay                 | Paraguay                 | 1-0                      | Chile                    |                          |                          | Luis Ibarra              | Amistoso                 |
| 3                        | 3 de agosto de 1983      | Estadio Carlos Dittborn, Arica, Chile                            | Chile                    | 2-0                      | Perú                     |                          |                          | Luis Ibarra              | Copa del Pacífico 1983   |
| 4                        | 24 de agosto de 1983     | Estadio Carlos Dittborn, Arica, Chile                            | Chile                    | 4-2                      | Bolivia                  |                          |                          | Luis Ibarra              | Amistoso                 |
| 5                        | 1 de septiembre de 1983  | Estadio Centenario, Montevideo, Uruguay                          | Uruguay                  | 2-1                      | Chile                    |                          |                          | Luis Ibarra              | Copa América 1983        |
| 6                        | 14 de mayo de 1985       | Estadio Antonio Vespucio Liberti, Buenos Aires, Argentina        | Argentina                | 2-0                      | Chile                    |                          |                          | Pedro Morales            | Amistoso                 |
| 7                        | 19 de junio de 1987      | Estadio Nacional, Lima, Perú                                     | Perú                     | 1-3                      | Chile                    |                          |                          | Orlando Aravena          | Amistoso                 |
| 8                        | 21 de junio de 1987      | Estadio Nacional, Lima, Perú                                     | Perú                     | 2-0                      | Chile                    |                          |                          | Orlando Aravena          | Amistoso                 |
| 9                        | 23 de mayo de 1988       | Varsity Stadium, Toronto, Canadá                                 | Chile                    | 0:1                      | Grecia                   |                          |                          | Orlando Aravena          | Copa Stanley Matthews    |
| 10                       | 25 de mayo de 1988       | Varsity Stadium, Toronto, Canadá                                 | Canadá                   | 1:0                      | Chile                    |                          |                          | Orlando Aravena          | Copa Stanley Matthews    |
| 11                       | 1 de junio de 1988       | Pacific Memorial Stadium, Stockton, Estados Unidos               | Estados Unidos           | 1-1                      | Chile                    |                          |                          | Orlando Aravena          | Amistoso                 |
| 12                       | 3 de junio de 1988       | Aztec Bowl, San Diego, Estados Unidos                            | Estados Unidos           | 1-3                      | Chile                    |                          |                          | Orlando Aravena          | Amistoso                 |
| 13                       | 6 de junio de 1988       | Bulldog Stadium, Fresno, Estados Unidos                          | Estados Unidos           | 0-3                      | Chile                    |                          |                          | Orlando Aravena          | Amistoso                 |
| 14                       | 23 de noviembre de 1988  | Estadio Nacional, Lima, Perú                                     | Perú                     | 1-1                      | Chile                    |                          |                          | Orlando Aravena          | Copa del Pacífico 1988   |
| 15                       | 20 de abril de 1989      | Estadio Nacional, Santiago, Chile                                | Chile                    | 1-1                      | Argentina                |                          |                          | Orlando Aravena          | Amistoso                 |
| 16                       | 10 de julio de 1989      | Estadio Serra Dourada, Goiânia, Brasil                           | Bolivia                  | 0-5                      | Chile                    |                          |                          | Orlando Aravena          | Copa América 1989        |
| 17                       | 17 de julio de 1989      | Estadio Serra Dourada, Goiânia, Brasil                           | Chile                    | 2-1                      | Ecuador                  |                          |                          | Orlando Aravena          | Copa América 1989        |
| 18                       | 17 de octubre de 1990    | Estadio Nacional, Santiago, Chile                                | Chile                    | 0-0                      | Brasil                   |                          |                          | Arturo Salah             | Copa Expedito Teixeira   |
| 19                       | 8 de noviembre de 1990   | Estadio Estadual Jornalista Edgar Augusto Proença, Belém, Brasil | Brasil                   | 0-0                      | Chile                    |                          |                          | Arturo Salah             | Copa Expedito Teixeira   |
| 20                       | 19 de junio de 1991      | Estadio Modelo, Guayaquil, Ecuador                               | Ecuador                  | 2:1                      | Chile                    |                          |                          | Arturo Salah             | Amistoso                 |
| 21                       | 25 de mayo de 1995       | Estadio de la Mancomunidad, Edmonton, Canadá                     | Chile                    | 1:1                      | Irlanda del Norte        |                          |                          | Xabier Azkargorta        | Copa Canadá 1995         |
| 22                       | 28 de mayo de 1995       | Estadio de la Mancomunidad, Edmonton, Canadá                     | Canadá                   | 1:2                      | Chile                    |                          |                          | Xabier Azkargorta        | Copa Canadá 1995         |
| Presencias               | Presencias               | Presencias                                                       | 22                       | Goles                    | 0                        |                          |                          |                          |                          |

| Selección chilena | Selección chilena | Selección chilena |
| Año               | Partidos          | Goles             |
| ----------------- | ----------------- | ----------------- |
| 1983              | 5                 | 0                 |
| 1985              | 1                 | 0                 |
| 1987              | 2                 | 0                 |
| 1988              | 6                 | 0                 |
| 1989              | 3                 | 0                 |
| 1990              | 2                 | 0                 |
| 1991              | 1                 | 0                 |
| 1995              | 2                 | 0                 |
| Total             | 22                | 0                 |

## Clubes
| Club                 | País  | Año       |
| -------------------- | ----- | --------- |
| Palestino            | Chile | 1975-1976 |
| Deportes Linares     | Chile | 1977      |
| Palestino            | Chile | 1978-1979 |
| Magallanes           | Chile | 1980      |
| Palestino            | Chile | 1981-1983 |
| Universidad Católica | Chile | 1984-1985 |
| Palestino            | Chile | 1986      |
| Universidad Católica | Chile | 1987-1990 |
| Deportes Antofagasta | Chile | 1991-1993 |
| Regional Atacama     | Chile | 1994      |
| Everton              | Chile | 1995      |
| Deportes Iquique     | Chile | 1996      |
| Coquimbo Unido       | Chile | 1997      |
| Palestino            | Chile | 1998      |

## Palmarés

### Torneos nacionales
| Título           | Club                 | País  | Año  |
| ---------------- | -------------------- | ----- | ---- |
| Primera División | Palestino            | Chile | 1978 |
| Copa República   | Universidad Católica | Chile | 1984 |
| Primera División | Universidad Católica | Chile | 1984 |
| Primera División | Universidad Católica | Chile | 1987 |